# Pisaura swamii
Pisaura swamii là một loài nhện trong họ Pisauridae.
Loài này thuộc chi Pisaura. Pisaura swamii được miêu tả năm 1987 bởi Patel.